# Top of the Lake
Top of the Lake är en brittisk-australisk-nyzeeländsk dramaserie från 2013, skriven och skapad av Jane Campion och Gerard Lee. Avsnitten har omväxlande regisserats av Jane Campion och Garth Davis. Serien visades ursprungligen på Sundance Film Festival i januari 2013 uppdelad i ett 7-timmarsprogram med ett uppehåll och en lunchpaus. Uppdelad i 6 avsnitt hade den premiär i USA 18 mars 2013 och i Sverige 19 augusti 2013. Den är inspelad på Nya Zeeland.
I första säsongen av Top of the Lake följer kriminalpolisen Robin Griffin (Elisabeth Moss) när hon försöker utreda försvinnandet av en 12-årig gravid flicka (Tui), som är dotter till den lokala knarklangaren.
Andra säsongen, kallad Top of the Lake: China Girl,  hade premiär i maj 2017 vid Filmfestivalen i Cannes och utspelar sig fyra år senare, i Australien. Robin Griffin utreder då mordet på en anonym asiatisk flicka som hittas i en resväska på Bondi Beach. Hon misstänker att mordet hänger samman med trafficking.

## Roller i urval
- Elisabeth Moss – Robin Griffin
- Holly Hunter – GJ
- Peter Mullan – Matt Mitcham
- Jacqueline Joe – Tui
- Sarah Valentine – Prue
- David Wenham – Al Parker
- Thomas M. Wright – Johnno Mitcham
- Gavin Rutherford – Officer Joy
- Matt Whelan – Little Shane
- Mirrah Foulkes – Simone
- Jay Ryan – Mark Mitcham
- Benjamin Farry – Officer Lee
- Michelle Ang – Kimmie
- Jacek Koman – Wolfie
- Cohen Holloway – Mike
- Gwendoline Christie – Miranda Hilmarson (säsong 2)
- David Dencik – Alexander "Puss" Braun (säsong 2)
- Ewen Leslie – Pyke Edwards (säsong 2)
- Alice Englert – Mary Edwards (säsong 2)
- Nicole Kidman – Julia Edwards (säsong 2)